# Ланс Салуей
Ланс Салуей (на английски: Lance Salway) е английски писател, автор на произведения за юноши в жанровете любовен роман, фентъзи, и документалистика.

## Биография и творчество
Ланс Салуей е роден на 6 април 1940 г. в Брайтън, Съсекс, Англия. Прекарва детството си и учи основно в Замбия, Южна Африка и Хонг Конг.
След завръщането си в Англия работи няколко години в голяма книжарница специализирана за детска литература. После работи като преводач и редактор.
През 1975 г. издава първата си книга за юноши „Green Hill Dodgers“, след което се отдава на писателската си кариера.
Ланс Салуей живее в Шерборн в Дорсет.

## Произведения

### Самостоятелни романи
- Green Hill Dodgers (1975)
- Thanks to Sam (1979)
- Second to the Right (1979)
- The Haunting of Hemlock Hall (1984)
- Beware, This House Is Haunted! (1988)
- Second to the Right and Straight On Till Morning (1989)
- This House Is Haunted, Too! (1997)

### Серия „Училище Чалфонт“ (Chalfont College)
1. Someone Is Watching (1987)
Някой гледа, изд. „Светулка 44“ (1993), прев. Георги Анастасов
2. Rising Star (1989)
Изгряваща звезда, изд. „Светулка 44“ (1993), прев. Георги Анастасов
3. Dangerous Summer (1989)
Опасно лято, изд. „Светулка 44“ (1993), прев. Георги Анастасов
4. Dark Stranger (1989)
Тъмнокоса непозната, изд. „Светулка 44“ (1994), прев. Ваня Дилова
5. Shadows in the Sun (1999)
Сенки по слънцето, изд. „Светулка 44“ (1995), прев. Георги Анастасов
6. You Want to Know a Secret (1999)

- Starbright (1988)

### Графични романи
- Return to Oz (1985) – романизация на филма

### Разкази
- Undesirable Residence (1976)
- Such a Sweet Little Girl (1982)
- Mandy Kiss Mommy (1984)

### Сборници
- Black Eyes and Other Spine Chillers (1981)
- A Nasty Piece of Work and Other Ghost Stories (1983)
- They Wait, and Other Spine Chillers (1983)
- The Darkness Under the Stairs (1988)

### Документалистика
- A Peculiar Gift (1976)
- Book of Gold and Gold Hunters (1978)
- Humorous Books for Children (1978)
- Forgers (1979)
- Book of Bandits (1983)
- Reading About Children's Books: An Introductory Guide to Books About Children's Literature (1986)
- Queen Victoria's Grandchildren (1991)